# Marco Rubio
Pour les articles homonymes, voir Rubio.
Marco Antonio Rubio, né le 28 mai 1971 à Miami (Floride), est un homme politique américain.
Membre du Parti républicain, président de la Chambre des représentants de la Floride entre 2006 et 2008, il est élu sénateur des États-Unis pour la Floride lors de l'élection de novembre 2010.
En 2015, il annonce sa candidature aux primaires présidentielles républicaines, mais il échoue face à Donald Trump. Il décide dès lors d’être candidat à sa réélection au poste de sénateur de Floride. Il est réélu à ce poste en 2016 et en 2022.
En janvier 2025, Donald Trump, qui entame son second mandat après l'élection présidentielle de 2024, le désigne comme secrétaire d’État dans son nouveau cabinet. Il est le premier cubano-américain à accéder à cette fonction.

## Biographie

### Jeunesse
Mario et Oria Rubio, les parents de Marco, émigrent de Cuba en 1956. Son père travaille comme barman et sa mère comme gouvernante dans l'hôtellerie. Les Rubio déménagent à Las Vegas en 1979, pour revenir à Miami en 1985.
Rubio termine sa scolarité  secondaire en 1989 et rejoint l'université de Tarkio (Missouri) sur une bourse sportive pour jouer au football américain. Il entre en 1990 au Santa Fe Community College de Gainesville, puis à l'université de Floride.
Rubio obtient son B.S. de l'université de Floride en 1993 et son Juris Doctor cum laude en 1996. Pendant son cursus, il effectue un stage dans le cabinet de la représentante Ileana Ros-Lehtinen.

### Vie privée
Rubio est catholique. Il est initialement baptisé dans la foi mormone puis devient baptiste et enfin catholique.
Il est marié à Jeanette Dousdebes, une ancienne pom-pom girl des Miami Dolphins. Le couple a quatre enfants : Amanda, Daniella, Anthony et Dominick. La famille vit à West Miami.

### Débuts en politique
Lors de l'élection présidentielle de 1996, Rubio dirige la campagne du candidat républicain Bob Dole en Floride.
Rubio est élu City Commissioner de West Miami, avant d'être élu, lors d'une élection spéciale, représentant de la Floride pour le 111e district (situé dans le comté de Miami-Dade) le 25 janvier 2000. Il a depuis été réélu en 2002, 2004 et 2006. En novembre 2006, il est élu président de la Chambre des représentants de la Floride pour la législature 2006-2008 ; il est le premier Cubain-Américain à occuper cette fonction. En 2008, il ne se représente pas dans le 111e district et le républicain Erik Fresen (en) est élu.
Rubio est l'auteur du livre « 100 Innovative Ideas for Florida's Future », un recueil d'idées entendues lors de voyages dans l'État lors d'« idearaisers » ; son livre est remarqué par les conservateurs au niveau national, en particulier Newt Gingrich.
En 2007, Rubio promeut une réforme du système d'imposition de Floride. Il souhaite réduire la taxe foncière et diminuer l'importance de l'État (diminuer le nombre de salariés de l'État, réduire les domaines dans lesquels l'État intervient). Il n'arrive pas à faire passer sa réforme, mais un plan plus réduit, soutenu par le gouverneur Charlie Crist est toutefois voté.
Son ascension rapide sur la scène politique floridienne est expliquée par Manuel Roig-Franzia par la volonté qu'a Rubio de travailler sur des dossiers complexes, comme la commission de découpage électoral, pour apprendre et se faire remarquer des personnalités politiques plus âgées et plus influentes.

### Sénateur des États-Unis

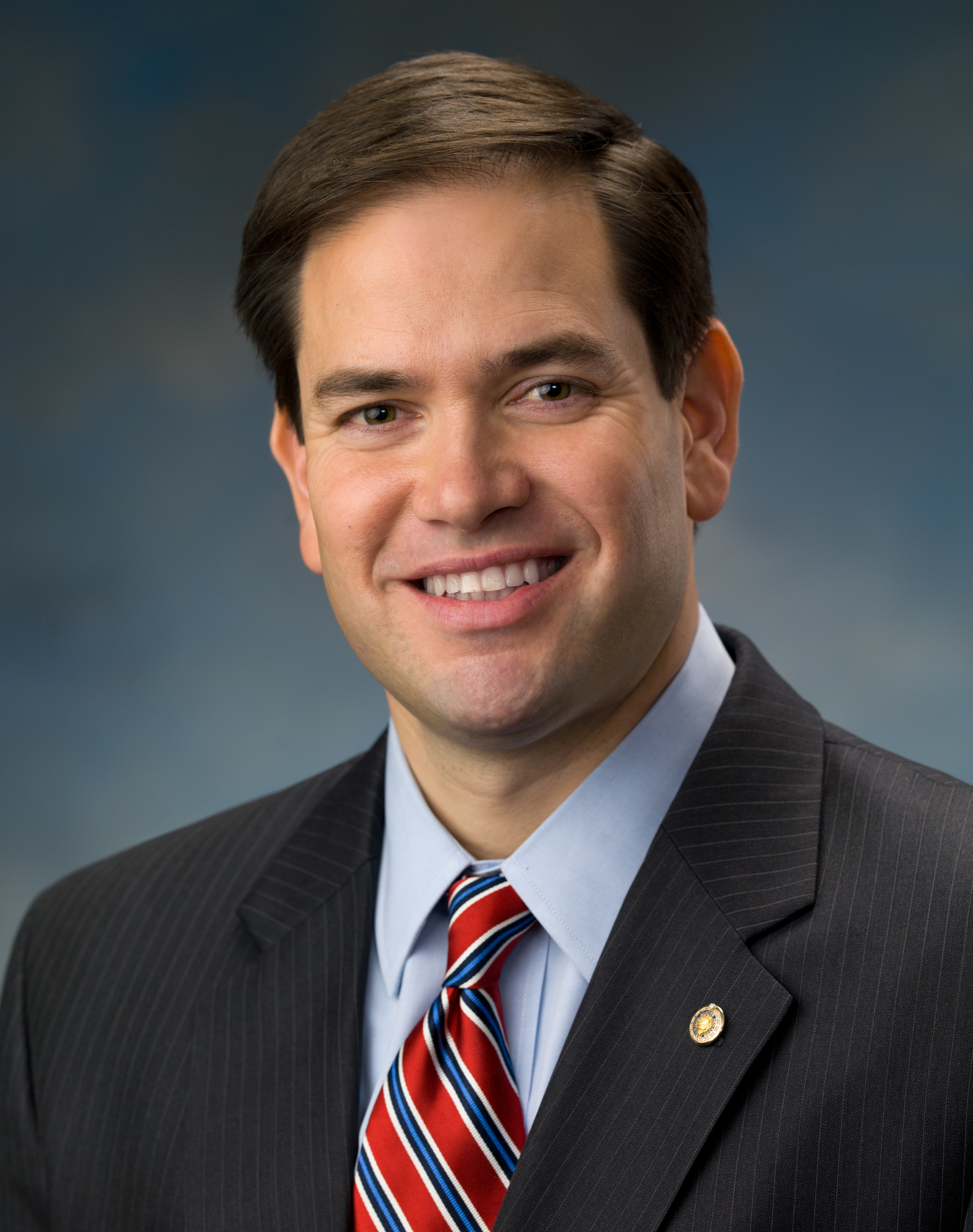
Marco Rubio en 2011.

Le 5 mai 2009, Rubio annonce sur son site Internet qu'il a l'intention d'obtenir l'investiture républicaine pour le poste de sénateur laissé vacant par le républicain Mel Martínez lors de l'élection en 2010. Dans la campagne pour l'investiture républicaine, Rubio est opposé, entre autres, au gouverneur Charlie Crist, considéré comme un républicain modéré. Présenté comme le futur de l'aile conservatrice du parti républicain, Rubio est fortement soutenu au niveau national, médiatiquement comme financièrement. Crist de son côté souffre dans les sondages, peinant à justifier aux électeurs républicains son vote en faveur du plan de relance économique mis en place par l'administration Obama. Crist se retire de la course à l'investiture républicaine le 28 avril 2010 pour se présenter à la sénatoriale en candidat indépendant. Rubio remporte facilement la primaire républicaine du 24 août. Le 2 novembre, l'élection oppose Rubio à Charlie Crist et au candidat démocrate Kendrick Meek. Rubio l'emporte avec 48,9 % des voix devant Crist (29,71 %) et Meek (20,19 %).
Rubio intègre un groupe bipartisan de sénateurs, le Gang of Eight (en) (« groupe des huit »), cherchant à réformer la politique d'immigration. Les principaux points de la réforme proposée sont la régularisation puis la naturalisation de plus de onze millions d'immigrés clandestins, le durcissement de la sécurité aux frontières — principalement la frontière entre les États-Unis et le Mexique — et la création d'un programme d'accueil des travailleurs immigrés. Cette réforme est critiquée par ceux qui ont soutenu Rubio lors de son élection, comme les Tea Party. Rubio s'implique pour rassurer ces derniers et multiplie les interventions dans les médias conservateurs. En juin 2013, le texte est voté au Sénat,,.
Il est mis en avant comme faisant partie de la nouvelle génération de personnalités politiques républicaines, d'origine immigrée, comme la gouverneure de Caroline du Sud Nikki Haley ou celle du Nouveau-Mexique, Susana Martinez.
Le 28 mars 2012, il annonce son soutien à Mitt Romney à l'investiture républicaine. Son nom revient souvent pour être le colistier de Romney à l'élection présidentielle, avant que Paul Ryan ne soit désigné,. 

#### Primaires présidentielles républicaines de 2016

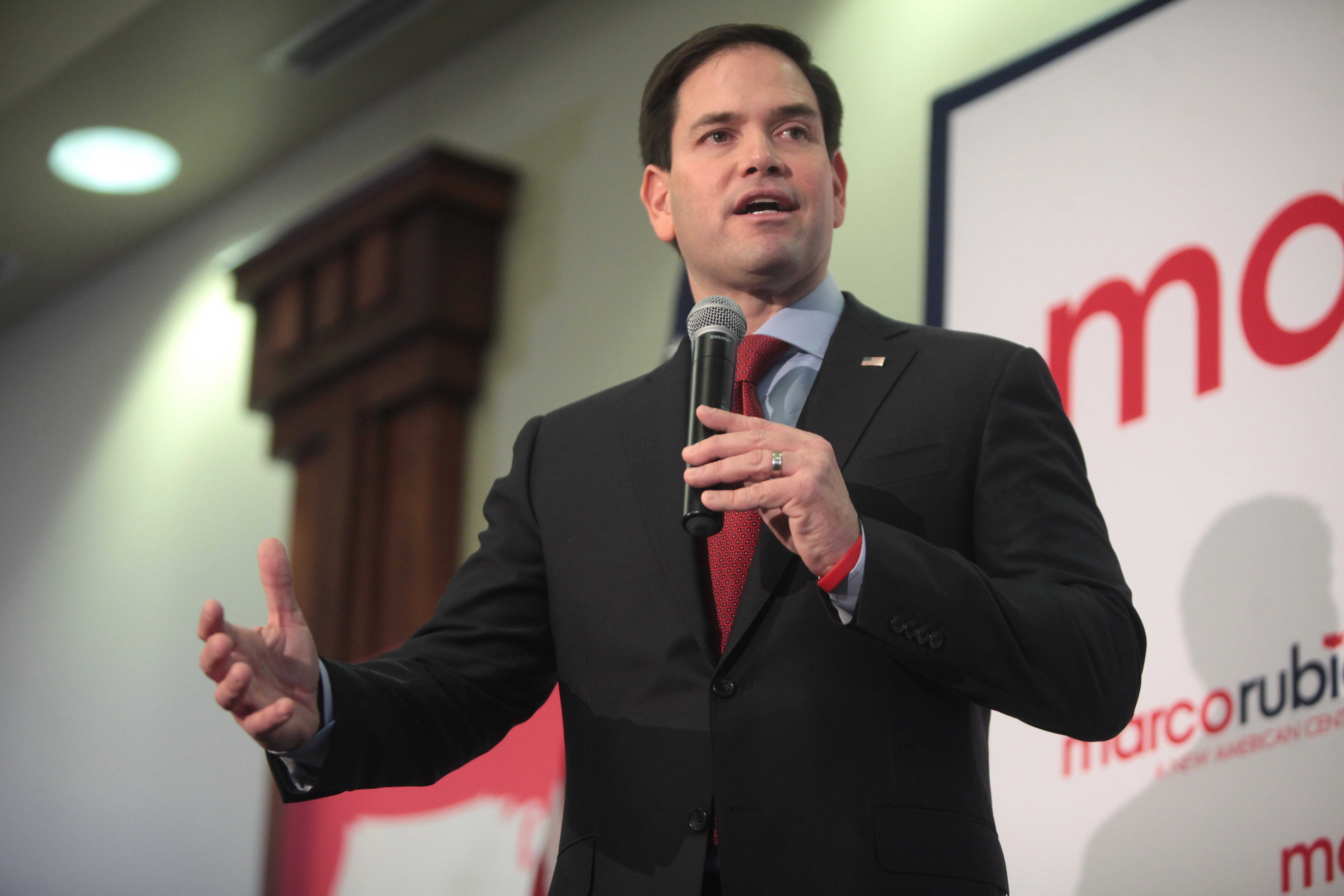
Marco Rubio en campagne dans l'Iowa pour l'investiture républicaine, en janvier 2016.

Candidat présenté comme modéré et pro-immigration, il apparait avec Jeb Bush comme le favori des dirigeants du Parti républicain. Grâce à un discours chrétien engagé, il réalise un score inattendu (23 %) lors du caucus de l'Iowa, talonnant les deux candidats anti-establishment Donald Trump (24 %) et Ted Cruz (28 %). Il obtient un résultat décevant lors de la primaire du New Hampshire, mais arrive en deuxième position en Caroline du Sud, ce qui fait de lui le favori des primaires aux côtés de Donald Trump. Sévèrement battu par Donald Trump dans son fief de la Floride le 15 mars 2016, il arrête sa campagne le soir même. Finalement, il a remporté seulement trois territoires : le Minnesota, Porto Rico et la capitale Washington.
Au cours de ces primaires, Stan Pate, promoteur immobilier de l'Alabama et soutien de Marco Rubio, a financé une opération anti-Trump spectaculaire le 1er janvier 2016 qui a vu cinq avions inscrire plusieurs slogans hostiles au milliardaire dans le ciel de Pasadena, en Californie, parmi lesquels « Trump est un dictateur fasciste » ou encore « Trump est dégoûtant »,.

#### Retour au Sénat
En 2015, Rubio annonce que si sa candidature à l'investiture républicaine échoue, il ne sera pas candidat pour le renouvellement de son mandat de sénateur de Floride (élection qui a aussi lieu en novembre 2016). Rubio écarte aussi la possibilité de présenter sa candidature au poste de gouverneur de Floride en 2020,. En juin, Rubio change d'avis et présente sa candidature à l'élection sénatoriale de Floride. Carlos López-Cantera qui se présentait du côté républicain pour le remplacer, annonce l'arrêt de sa propre campagne. En août, Rubio affronte Carlos Beruff lors de la primaire républicaine pour l'investiture à l'élection sénatoriale et l'emporte avec 72 % des voix.
En novembre, il remporte l'élection sénatoriale face au démocrate Patrick Murphy (52 % contre 44 %).
Il remporte un troisième mandat de sénateur dans le cadre des élections de 2022, rassemblant 57,7 % des voix contre la représentante démocrate Val Demings.
Dans le cadre des primaires républicaines pour l'élection présidentielle de 2024, il apporte son soutien à son ancien rival Donald Trump la veille du caucus de l'Iowa. Il fait partie en juillet 2024 des trois finalistes pour devenir le colistier du candidat républicain à la présidence, Donald Trump, mais le sénateur JD Vance de l'Ohio lui est finalement préféré.

### Secrétaire d'État des États-Unis
Le 11 novembre 2024, plusieurs médias américains avancent qu'il sera désigné par le président-élu Donald Trump pour devenir secrétaire d'État dans sa seconde administration. Trump confirme cette nomination le 13 novembre.
Le 21 janvier 2025, après avoir unanimement été approuvé par la commission des affaires étrangères, il prend ses fonctions après une confirmation par le Sénat par 99 voix contre 0 (Rubio vota aussi, le Sénat compte une vacance dû au remplacement en cours de J. D. Vance).
En février 2025, il devient archiviste des États-Unis par intérim, après que le président Donald Trump ait renvoyé le titulaire du poste.
À partir du printemps 2025, il remplace Michael Waltz comme conseiller à la sécurité nationale par intérim, cumulant cette fonction avec celle de secrétaire d'État.

## Positions politiques

### Positionnement

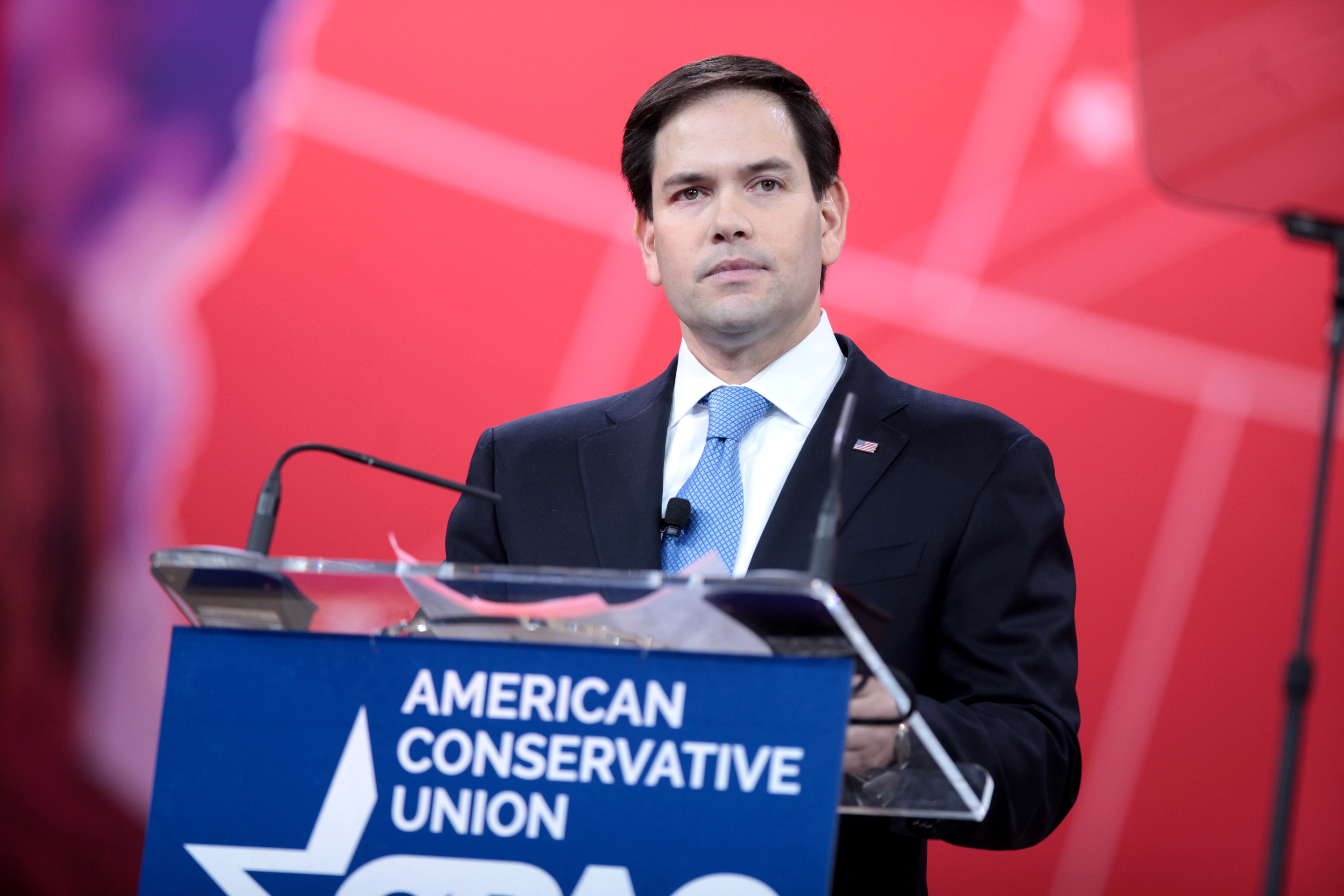
Marco Rubio à la Conservative Political Action Conference de 2015.

Rubio est initialement soutenu par le Tea Party, mais son appui en 2013 à une réforme globale de la loi sur l'immigration lui a fait perdre des soutiens chez cette frange du Parti républicain,. Les positions de Rubio sur la sécurité nationale militaire, la politique étrangère et des questions telles que son soutien à armer les rebelles syriens et pour la NSA lui ont aussi aliéné certains militants libertariens de ce groupe,.

### Économie
Marco Rubio insiste pour équilibrer le budget fédéral, tout en privilégiant les dépenses militaires. Il prévoit de fixer l'impôt sur les sociétés à 25 %, de réformer le Code fiscal en limitant les restrictions sur le capital et d'augmenter l'âge de la retraite.

### Société
Rubio est un conservateur en désaccord avec la décision de la Cour suprême légalisant globalement le mariage homosexuel aux États-Unis et estime que la question devrait être tranchée par les États. Il est pro-vie, s'oppose à l'avortement. Il se prononce contre la dépénalisation des drogues illicites, dont celle du cannabis dans certains États,. Rubio veut abroger le programme d'accès à l'assurance maladie (Obamacare), voté sous la présidence de Barack Obama, et le remplacer par des crédits d'impôt et moins de réglementation. Rubio est pour la peine capitale et s'oppose aux longues batailles juridiques en favorisant la rationalisation du processus d'appel. Il s'oppose à la neutralité du net qui exige des fournisseurs de services Internet de traiter les données sur Internet sans préférence de source ou contenu.

### Immigration
Il prône un élargissement des mesures visant à sécuriser des frontières du pays tout en offrant un statut juridique aux personnes qui sont venus aux États-Unis illégalement. Il croit aussi qu'il devrait y avoir une enquête plus approfondie sur les antécédents des réfugiés et que la recherche d'un seul projet de loi de réforme de l'immigration serait illusoire[réf. nécessaire]. Il refuse d'accepter les réfugiés syriens pour raisons de sécurité car il serait difficile de vérifier leurs antécédents[réf. nécessaire], mais favorise la création d'un zone d'exclusion aérienne pour les protéger des bombardements des forces du président Bachar el-Assad.

### Environnement
Il est un climato-sceptique qui s'oppose aux mesures visant à limiter les émissions de carbone, les jugeant inefficaces et économiquement nuisibles,,.

### Éducation
Il soutient l'expansion des écoles à charte privée mais à financement public, s'oppose aux normes nationales communes et veut abolir le ministère fédéral de l'Éducation.

### Sécurité
Rubio favorise la collecte des métadonnées en vrac, est contre les lois de contrôle des armes à feu, se méfie de la Chine en matière de sécurité nationale et de droits de l'homme, souhaite renforcer la présence militaire des États-Unis en Asie.

### Politique étrangère

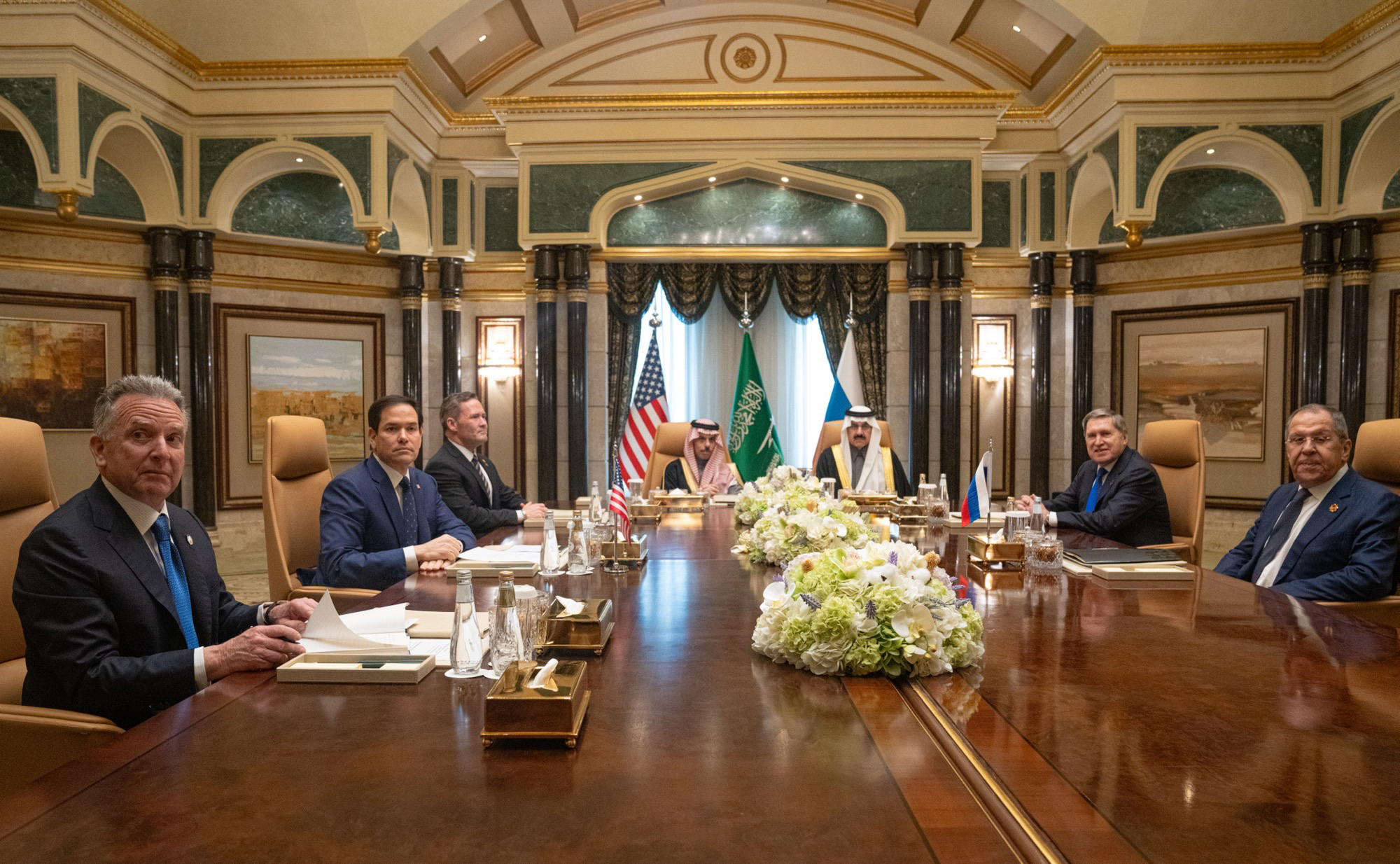
Marco Rubio avec Sergueï Lavrov à Riyad, le 18 février 2025.

Rubio rejette l'accord de Vienne sur le nucléaire iranien de normalisation des relations avec l'Iran, signé par le président Obama en 2015, et est un partisan du maintien des sanctions. Il favorise l'intervention des forces sunnites locales contre l'État islamique en Irak et en Syrie,. Il appuie l'accord de partenariat transpacifique parce que les États-Unis risquent selon lui d'être exclus du commerce mondial.
Selon Le Monde diplomatique, il est proche des donateurs et électeurs cubo-américains et vénézuélo-américains de droite. Selon The New Republic, il obtient un pouvoir jamais atteint pour un avocat avec Donald Trump, qui lui donne la possibilité de diriger toute la politique étrangère des États-Unis, vis-à-vis de l'Amérique latine, une région restée pendant longtemps un caprice des États-Unis, et il se concentre désormais dans les mains d'un seul homme. Selon le site Mémoire des luttes, il s'oppose à l'apaisement des relations entre les États-Unis et Cuba amorcé à la fin de la présidence de Barack Obama. En 2017, il écrit une lettre au secrétaire d'État Rex Tillerson demandant l’expulsion de tous les diplomates cubains de Washington et la fermeture de l’ambassade américaine à Cuba. Il contribue à amener l'administration Trump à durcir ses sanctions économiques contre le Venezuela et, selon El Nuevo Día, propose de soutenir un coup d'État contre le gouvernement vénézuélien.
Il soutient Israël dans la guerre à Gaza en appelant à « éradiquer les Palestiniens », des sauvages selon lui.

### OVNI
Rubio est membre de la commission sénatoriale spéciale sur le renseignement qui auditionne David Grusch, un lanceur d'alerte qui soutient que l'armée américaine serait en possession de plusieurs vaisseaux extraterrestres entiers ou partiels (OVNI), ainsi que de corps, d'origine non-humaine. Il est le premier sénateur à s'exprimer publiquement pour dire que d'autres personnes, en service ou l'ayant été et de haut rang, sont venues confirmer les dires de Grusch à la commission du Sénat,.

## Historique électoral

### Sénat
| Année | Marco Rubio | Démocrate | Libertarien | Indépendants |
| ----- | ----------- | --------- | ----------- | ------------ |
| Année |             |           |             |              |
| 2010  | 48,9 %      | 20,2 %    | 0,5 %       | 30,4 %       |
| 2016  | 51,5 %      | 44,9 %    | 2,1 %       | 1,6 %        |
| 2022  | 57,7 %      | 41,3 %    | 0,4 %       | 0,6 %        |

## Publications
- Marco Rubio, An American Son, Sentinel (Penguin Group), 2012  (ISBN 1595230947)